# Zeche Gottvertraut
Die Zeche Gottvertraut ist ein ehemaliges Steinkohlenbergwerk in Essen-Überruhr. Das Bergwerk war auch unter den Namen Zeche Auf Gottvertraut oder Zeche Gottvertrau bekannt. Auf dem Bergwerk wurde zunächst Steinkohle und später Kohleneisenstein gefördert.

## Geschichte

### Die Anfänge
Das Bergwerk war bereits vor dem Jahr 1800 in Betrieb. Im Jahr 1802 wurde es in Fristen gesetzt. Im Jahr 1804 wurde zunächst ein Querschlag vorgetrieben, später wurde das Bergwerk erneut in Fristen gesetzt. Im Jahr 1809 wurde am Schacht 9 Abbau betrieben. Im Jahr 1811 wurde der Tagetrieb 1 erstellt, der eine stetige Förderung ermöglichte. Im Jahr 1820 war das Bergwerk nur geringfügig in Betrieb, es wurde ein Schurfschacht geteuft. In diesem Jahr waren drei Bergleute auf dem Bergwerk beschäftigt. Ab dem 29. Juni des Jahres 1823 wurde das Bergwerk wiederum in Fristen gesetzt. Am 8. August des Jahres 1826 wurde das Bergwerk wieder in Betrieb genommen, die Grubenbaue wurden wieder nutzbar gemacht.

### Die weiteren Jahre
Ab Juli des Jahres 1828 wurde erneut mit dem Abbau begonnen. Bis zur Jahresmitte des Jahres 1830 wurden 32.532½ Scheffel Steinkohle gefördert. Ab Juli desselben Jahres wurde das Bergwerk wieder in Fristen gesetzt. Im Mai des Jahres 1832 wurde das Bergwerk wieder in Betrieb genommen und im Oktober desselben Jahres wurde es stillgelegt. Im Jahr 1856 wurde ein Eisensteinvorkommen aufgeschlossen, anschließend wurde mit der Erzförderung begonnen. Die Berechtsame war nun als Eisensteinberechtsame Neu-Essen VI in den Unterlagen des Bergamtes eingetragen.  Im Jahr 1858 wurde die Erzförderung eingestellt. Der Grund für diese Maßnahme war der hohe Schwefelgehalt des Eisenerzes. Im Jahr 1886 wurde die Zeche Gottvertraut erneut stillgelegt. Im Jahr 1890 wurden die Konsolidationsverhandlungen mit der Zeche Vereinigte Gewalt begonnen. Im Jahr 1902 kam es zur Konsolidation mit der Zeche Vereinigte Gewalt zur Zeche Vereinigte Gewalt & Gottvertraut.